# Michał Szpakowski

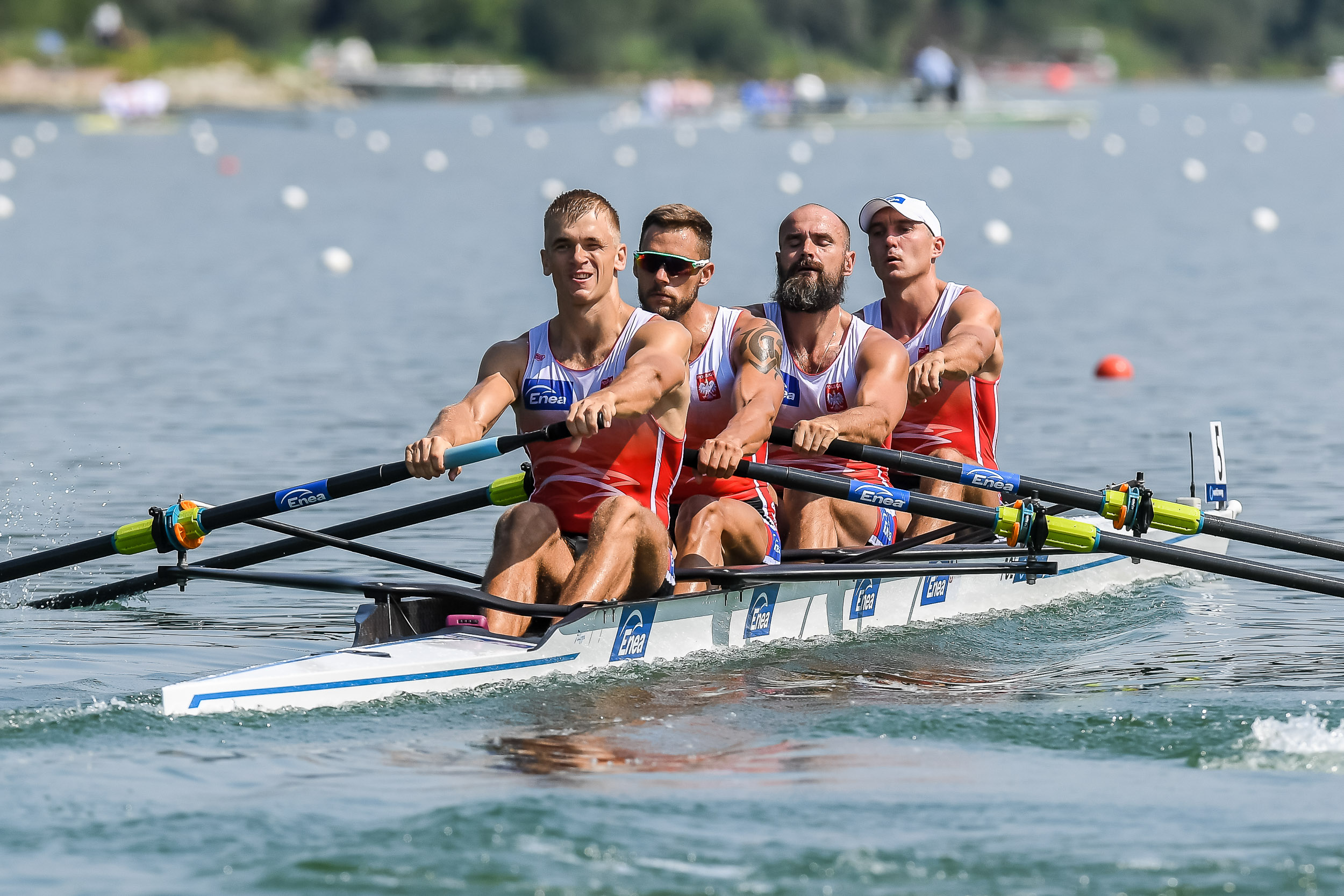
Mistrzowie świata 2019 – M. Szpakowski pierwszy od lewej

Michał Szpakowski (ur. 23 kwietnia 1989 w Toruniu) – polski wioślarz, mistrz świata (2019), trzykrotny mistrz Europy, reprezentant KS Posnania, żołnierz Wojska Polskiego.
W 2009 roku za osiągnięcia sportowe został odznaczony Złotym Krzyżem Zasługi.
Jest laureatem Wielkiej Honorowej Nagrody Sportowej za 2019 rok.

## Igrzyska olimpijskie
Na igrzyskach zadebiutował w 2012 roku w Londynie. W rywalizacji ósemek wygrał finał B i został sklasyfikowany na siódmej pozycji. Cztery lata później w tej samej konkurencji zajął piąte miejsce w finale A, tracąc do podium 3,03 sekundy.

## Inne sukcesy międzynarodowe
Michał Szpakowski startując na ósemce zdobywał złote medale mistrzostw Europy (w 2009, 2011 i 2012) oraz brąz na mistrzostwach świata, a ponadto trzy srebrne medal mistrzostw Europy.
Największe sukcesy odniósł jednak w 2019 roku na czwórce bez sternika. Na mistrzostwach Europy zdobył srebro, a następnie został mistrzem świata.

## Wyniki
| Rok  | Zawody                      | Miejsce            | Konkurencja           | Czas             | Pozycja     |
| ---- | --------------------------- | ------------------ | --------------------- | ---------------- | ----------- |
| 2006 | Mistrzostwa świata juniorów | Amsterdam          | Czwórka ze sternikiem | Finał A: 6:35,04 | 6. miejsce  |
| 2007 | Mistrzostwa świata juniorów | Pekin              | Czwórka bez sternika  | Finał B: 6:21,01 | 8. miejsce  |
| 2009 | Mistrzostwa świata          | Poznań             | Ósemka                | Finał A: 5:28,40 | 4. miejsce  |
| 2009 | Mistrzostwa Europy          | Brześć             | Ósemka                | Finał A: 5:43,80 | 1. miejsce  |
| 2010 | Mistrzostwa Europy          | Montemor-o-Velho   | Ósemka                | Finał A: 5:54,22 | 2. miejsce  |
| 2010 | Mistrzostwa świata          | Karapiro           | Ósemka                | Finał B: 5:40,86 | 8. miejsce  |
| 2011 | Mistrzostwa świata          | Bled               | Ósemka                | Finał A: 5:32,16 | 5. miejsce  |
| 2011 | Mistrzostwa Europy          | Płowdiw            | Ósemka                | Finał A: 5:37,38 | 1. miejsce  |
| 2012 | Igrzyska olimpijskie        | Londyn             | Ósemka                | Finał B: 5:57,67 | 7. miejsce  |
| 2012 | Mistrzostwa Europy          | Varese             | Ósemka                | Finał A: 5:33,23 | 1. miejsce  |
| 2013 | Mistrzostwa Europy          | Sewilla            | Ósemka                | Finał A: 6:00,31 | 2. miejsce  |
| 2013 | Mistrzostwa świata          | Chungju            | Ósemka                | Finał A: 5:35,59 | 4. miejsce  |
| 2014 | Mistrzostwa Europy          | Belgrad            | Ósemka                | Finał A: 5:35,63 | 4. miejsce  |
| 2014 | Mistrzostwa świata          | Amsterdam          | Ósemka                | Finał A: 5:26,90 | 3. miejsce  |
| 2015 | Mistrzostwa Europy          | Poznań             | Ósemka                | Finał A: 5:30,74 | 4. miejsce  |
| 2015 | Mistrzostwa świata          | Lac d’Aiguebelette | Ósemka                | Finał B: 5:29,24 | 7. miejsce  |
| 2016 | Mistrzostwa Europy          | Brandenburg        | Ósemka                | Finał A: 6:23,14 | 5. miejsce  |
| 2016 | Igrzyska olimpijskie        | Rio de Janeiro     | Ósemka                | Finał A: 5:34,62 | 5. miejsce  |
| 2017 | Mistrzostwa Europy          | Račice             | Ósemka                | Finał A: 5:30,91 | 2. miejsce  |
| 2018 | Mistrzostwa Europy          | Glasgow            | Ósemka                | Repasaż: 5:35,93 | 11. miejsce |
| 2018 | Mistrzostwa świata          | Płowdiw            | Czwórka bez sternika  | Finał B: 5:50,87 | 7. miejsce  |
| 2019 | Mistrzostwa Europy          | Lucerna            | Czwórka bez sternika  | Finał A: 5:53,90 | 2. miejsce  |
| 2019 | Mistrzostwa świata          | Ottensheim         | Czwórka bez sternika  | Finał A: 6:09,86 | 1. miejsce  |
| 2020 | Mistrzostwa Europy          | Poznań             | Czwórka bez sternika  | Finał A: 6:05,08 | 3. miejsce  |